# De muzikale Bella
De muzikale Bella is het vijfde stripverhaal van Jommeke. De reeks wordt getekend door striptekenaar Jef Nys.

## Personages
- Jommeke
- Flip
- Theofiel
- Filiberke
- Bella (koe)
- kleine rollen : Marie, Pekkie, Annemieke, Rozemieke, Gustafke, boer Snor

## Verhaal
Het verhaal start met een komisch verhaal rond de blokfluit van Jommeke. Jommeke krijgt na veel zagen een blokfluit van zijn vader en jaagt hen en de buren op stang met zijn vals gefluit. Zijn vader Theofiel belandt zelfs even in een instelling. Uiteindelijk leert Jommeke toch goed spelen.
Zijn vriend Filiberke brengt Jommeke naar een hut in het bos waar ze een arme zieke jongen, Gustafke, vinden. Filiberke brengt hem eten en Jommeke speelt vrolijke liedjes. Tijdens het dansen breekt Filiberke zijn been. Theofiel komt op het idee om Filiberke en Gustafke op bedevaart naar Lourdes te sturen, samen met een trein vol zieke kinderen. Ook de Miekes, Jommeke en Flip gaan mee. De trein moet echter stoppen voor een koe die op de sporen ligt. Jommeke slaagt erin de koe weg te lokken met zijn fluitspel, maar de trein vertrekt zo zonder hem en Flip. Zij besluiten in de trein uit de andere richting te kruipen en zo terug naar huis te keren, maar ook de koe springt mee in de trein. Ze achterhalen dat de koe Bella heet. De trein brengt hen echter naar Zwitserland.
In Zwitserland beleven Jommeke, Flip en Bella allerlei avonturen. Zo wordt Flip gearresteerd voor openbare dronkenschap. Bella blijkt een heel muzikaal gevoel te hebben en speelt zelfs beiaard op de bellen van koeien in de alpenweiden. In een van de avonturen belandt Bella in de cabine van een kabellift. Op het einde van het verhaal ontmoet Jommeke een groep Vlaamse kinderen die op vakantie zijn in Zwitserland. Hij vertrekt met hen terug naar huis. Opnieuw thuis vindt hij de genezen Filiberke en Gustafke terug. De muzikale Bella wordt terug bezorgd aan haar eigenaar, boer Snor.

## Achtergronden bij het verhaal
- In dit verhaal maken de koe Bella en boer Snor voor het eerst hun opwachting. Zij komen pas in album nummer 104 De vlucht van Bella terug in beeld, maar worden dan regelmatig terugkomende personages. Bella blijft een muzikaal aangelegde koe en boer Snor zal in latere verhalen steeds als een ouderwetse 'keuterboer' opgevoerd worden. Zijn naam dankt hij uiteraard aan zijn lange snor.
- Dit verhaal toont wellicht het meest dat de reeks een katholieke oorsprong heeft. Zo maakt Theofiel in strook 44 expliciet reclame voor de toenmalige bank BAC, een bank uit de katholieke arbeidersbeweging. Later worden ook de Lourdesbedevaarten en reizen naar Zwitserland door de Christelijke Mutualiteiten met naam vermeld.
- De reis naar Zwitserland is de tweede reis in de reeks die Jommeke naar een bestaand buitenland maakt.